# 여경래
여경래(1960년 7월 4일 ~ )는 대한민국 화교의 요리사이다.

## 방송
- 2011년 루이의 니하오 키친
- 2015년 강호대결 중화대반점
- 2018년 수미네 반찬
- 2020년 닥터셰프
- 2020년 KBS2 TV는 사랑을 싣고 5회 게스트
- 2024년 넷플릭스 《흑백요리사》

## 경력
- 2008년 세계중국조리사 연합회 국제심사위원
- 2008년 홍보각 오너 셰프
- 2014년 한국중국요리협회 회장
- 2020년 위플이앤디 루이키친 총괄셰프